# Spinnaker

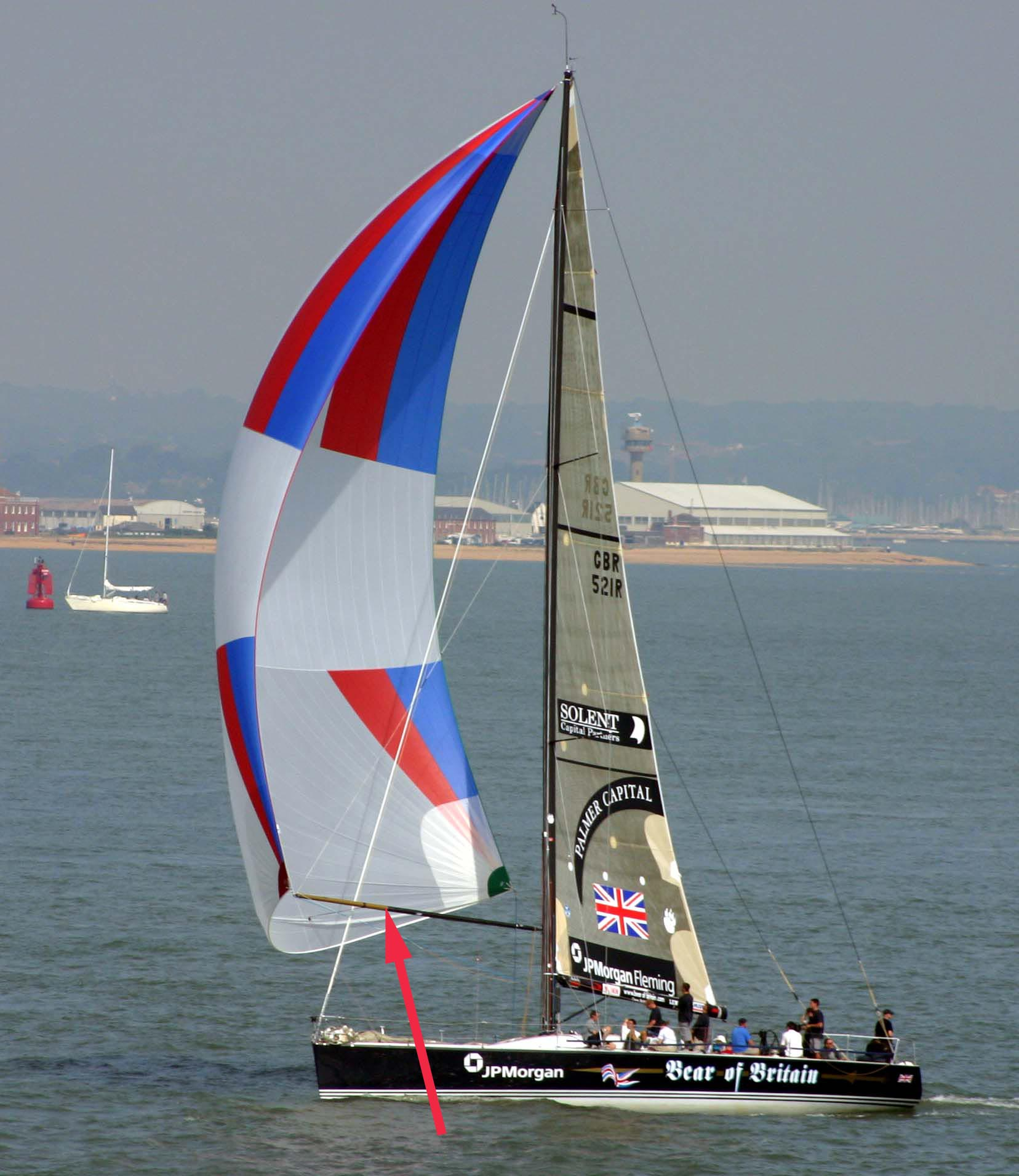
Veleiro com Spi (a flecha vermelho mostra o pau de spi)

O Spinnaker (Spi) ou Balão é um tipo de vela de grandes dimensões que se iça nos barcos à vela à frente do mastro, quando a embarcação navega na direção do vento, popa ou popa rasada.
Os pequenos veleiros estão normalmente equipados com : Vela grande, Vela de estai ou um Genoa e Spinnaker/balão
Geralmente usado em mares calmos.

## Características
Inventado em 1880, caracteriza-se por: uma forma triangular, uma concavidade importante, uma grande superfície, e ser fabricado num tecido fino e muito ligeiro.
A forma do Spi está optimizada para aproveitar a força do vento vindo de trás da embarcação provocando um movimento não laminar do vento sobre esta  vela. A sua forma redonda característica quando  enfunada pelo vento e as cores com que é decorado valei-lhe a designação de balão. Contrariamente à vela de estai ou ao genoa o spi tem como característica não utilizar o estai mas só estar preso no alto do mastro.
A sua regulação dependem do tamanho da embarcação, do tamanho do spi e do comprimento e peso do pau de spi. Controla-se o saco do spi com a altura do pau do spi. Deve-se deixar 30 a 50 cm de cabo no punho da pena para que o spi  se afaste mais da vela grande. Quanto mais alto estiver o pau de spi menos saco há na vela, e com ventos fracos o pau de spi deve estar completamente em baixo, e sobe-se o pau do spi à medida que o vento aumenta.
Normalmente a alanta passa pelo pau de spi e a escota fixa no punho oposto. A particularidade com o spi é que quando  o pau é trocado de amura a escota passa a ser aquela que anteriormente se chamava alanta e vice-versa.  Só os nomes é que mudam pela nova posição que ocupam pois que não se trocam os cabos. O pau de spi, depois de fixado ao mastro, é mantido horizontalmente através de dois cabos. O amantilho, que o mantém suspenso, e o gaio que impede que o pau suba.

## O Spinnaker

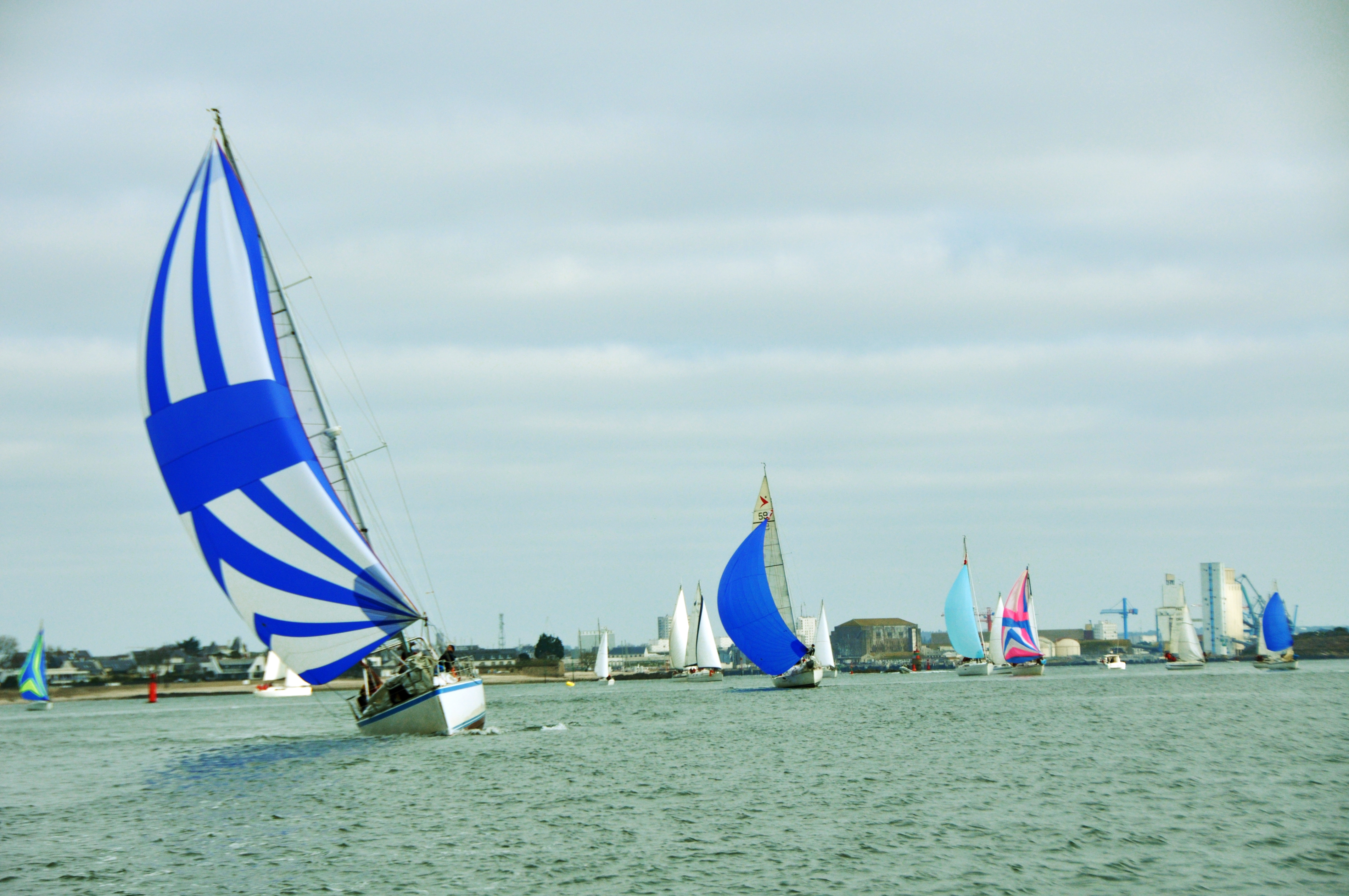
Barcos usando spinnakers em uma regatta em Lorient (França).

Alguns termos referentes ao Spinnaker:
- Alanta - cabo que faz a amura de uma vela de balão
- Pau de spi  ou Pau de palanque - barra de madeira ou metal por onde passa o cabo ao vento (barlavento) do spi

### Spinnaker simétrico
Na sua forma mais corrente, é mantido pela ponta superior punho da pena no alto do mastro, no punho situado a sotavento por uma escota,  enquanto o punho da amura é mantido afastado do mastro pelo  pau de spi. A outra extremidade deste pau é fixado ao mastro mas pode girar numa anilha e toma uma posição quase perpendicular à do vento aparente.

### Spinnaker assimétrico
Inventado mais recentemente foi em primeiro lugar usado nas regatas : a velocidade do barco aumenta, o vento aparente desloca-se para a frente e logo é preciso uma vela mais eficaz do que a do spi simétrico quando perto da bolina nos multicascos (catamaran ou trimaran) ou nos monocascos de competição da ultima geração

## Marear o Spinnaker
Em razão da sua grande superfície e às marchas instáveis em que é utilizado, o marear do spi assimétrico ainda é mais delicada do que a do simétrico, principalmente a partir de uma certa força do vento.
O viramento de bordo com vento da popa para mudar de amura é delicado e chama-se um viramento em roda. Para isso é preciso retirar o pau do spi, fazer passar a vela grande e remeter o pau.

## Etimologia
Alguns dicionários sugerem que a origem desta palavra pode estar relacionada com o primeiro iate que utilizou um spinnaker e que se chamava Sphinx, deformado em  Spinx, usado durante no Solent em 1865.

## Galeria de fotografias

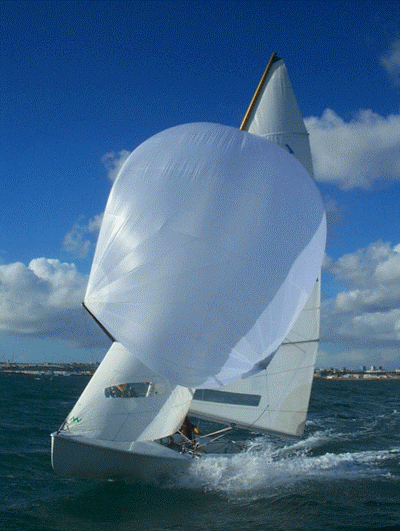
Um 470 com spi.
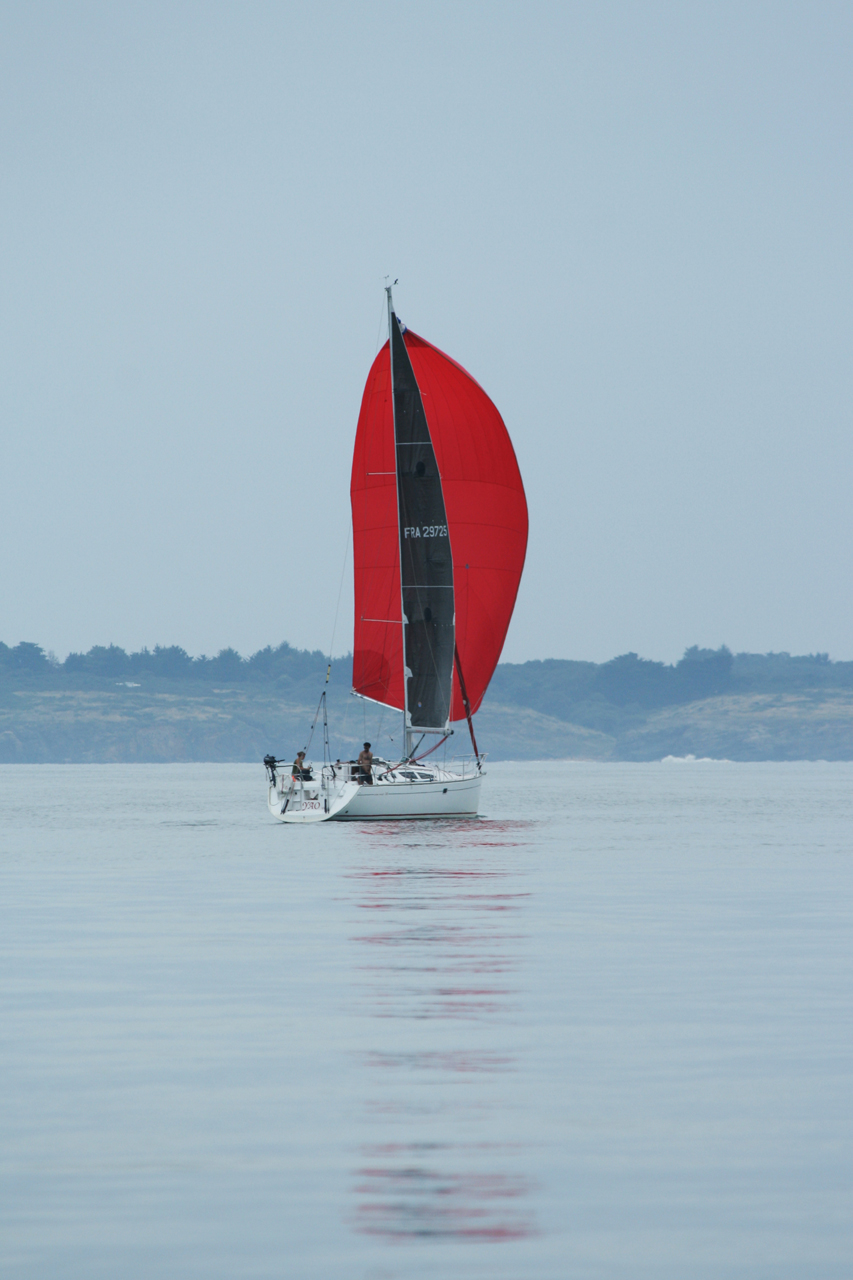
Um veleiro habitavel com spi.
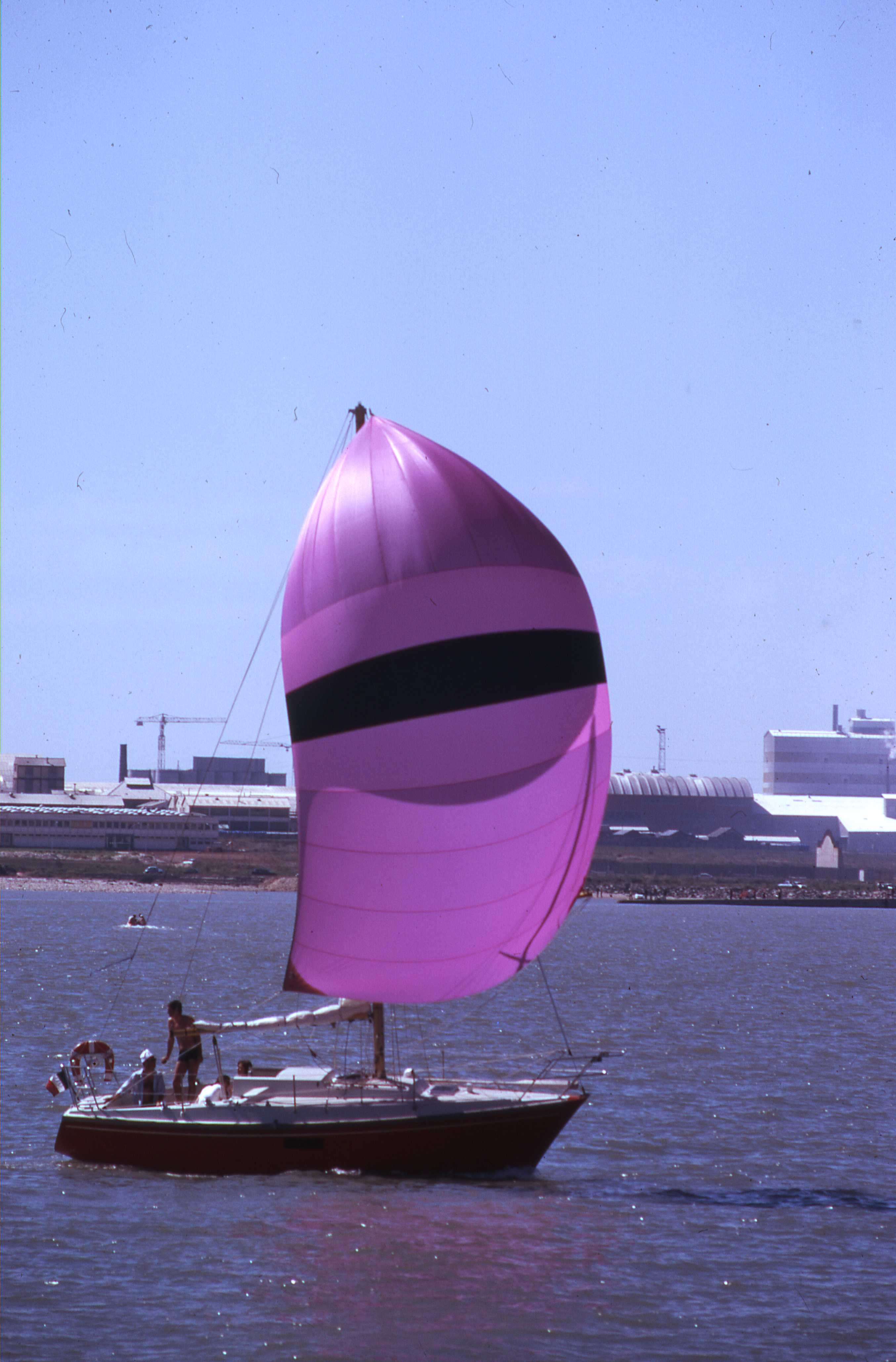
Spinnaker num veleiro em La Rochelle.